# Mayncina
Mayncina es un género de foraminífero bentónico de la familia Mayncinidae, de la superfamilia Nezzazatoidea, del suborden Nezzazatina y del orden Lituolida. Su especie tipo es Daxia orbignyi. Su rango cronoestratigráfico abarca el Cenomaniense (Cretácico superior).

## Discusión
Clasificaciones previas incluían Mayncina en la superfamilia Lituoloidea, así como en el suborden Textulariina del orden Textulariida, o en el orden Lituolida sin diferenciar el suborden Nezzazatina.

## Clasificación
Mayncina incluye a las siguientes especies:
- Mayncina bulgarica †
- Mayncina gediki †
- Mayncina hasaensis †
- Mayncina orbignyi †
- Mayncina termieri †